# Dagliljeväxter
Dagliljeväxter (Hemerocallidaceae) är en familj med enhjärtbladiga växter av ordningen Asparagales. De flesta släktena i familjen ingick förr i liljeväxterna, men har omklassificerats.